# أميرة الهيب
أميرة الهيب ((بالعبرية: אמירה אל הייב‏) من مواليد 1985) أول امرأة إسرائيلية بدوية عربية في موقع قتالي. تخدم الهيب في الجيش الإسرائيلي وشرطة الحدود الإسرائيلية.

## السيرة الذاتية
ولدت أميرة في طوبا الزنغرية في الجليل الأعلى، انتقلت عائلتها إلى وادي الحمام عندما كان عمرها بضعة أشهر. قررت الهيب الانضمام إلى الجيش الإسرائيلي عندما كان عمرها تسعة عشر عاما. في حين كان تجنيد الذكور أمرا شائع في إسرائيل كان يعتبر تجنيد النساء من المحرمات. هي إبنه نور الهيب «والد جنود البدو» محارب قديم قعيد من قرية عيلبون.
توجب على أميرة الهيب الخضوع للتدريب مرتين بسبب مشاكل اللغة حتى تم قبولها في شرطة الحدود الإسرائيلية. اجتذب مركزها كأول امرأة بدوية اهتمامًا إعلاميًا كبيرا، وتعتبر من أهم أسباب انضمام النساء البدويات إلى الجيش الإسرائيلي. التقت أميرة بالعديد من الشخصيات القيادية في إسرائيل من بينها الرئيس الإسرائيلي موشيه كتساف ورئيس الأركان الإسرائيلي شائول موفاز.
تم إصدار حكم بالسجن لمدة 8 سنوات على شقيق أميرة تيسير حيدر بتهمة القتل الخطأ في وفاة ناشط حركة التضامن العالمية توم هرندل، لكن تم الإفراج عنه بعد خمس سنوات.